# Margreta Petersdatter
Margreta Petersdatter, född 1300-talet, död efter 1329, var en norsk stormannakvinna. 
Hon var dotter till adelsmannen Herr Peter i Edøy på Nordmøre (död före 1329) och fru Kristin Ivarsdatter och gift med köpman Tidemann från Lübeck. Hon är känd från de rättsprocesser hon 1324-29 var inblandad i. Hon gifte sig med en tysk köpman mot sin adliga familjs vilja, och hennes arvsrätt efter fadern ifrågasattes därför av hennes mor och båda systrar. Denna process betraktas som ett viktigt historisk dokument kring arvs- och äktenskapsrätt i norsk medeltid. 